# Картно (Західнопоморське воєводство)
Картно (пол. Kartno, нім. Kortenhagen) — село в Польщі, у гміні Старе Чарново Грифінського повіту Західнопоморського воєводства.
Населення — 130 осіб (2011); 173 (2022).
У 1975—1998 роках село належало до Щецинського воєводства.

## Демографія
Демографічна структура станом на 31 березня 2011 року:
|          | Загалом | Допрацездатний вік | Працездатний вік | Постпрацездатний вік |
| -------- | ------- | ------------------ | ---------------- | -------------------- |
| Чоловіки | 55      | 7                  | 43               | 5                    |
| Жінки    | 75      | 21                 | 41               | 13                   |
| Разом    | 130     | 28                 | 84               | 18                   |